# 浄泉寺 (福島県会津坂下町)
浄泉寺（じょうせんじ）は福島県河沼郡会津坂下町にある曹洞宗の寺院。山号は清光山。本尊は阿弥陀如来。
創建年代は不明。6世紀に高寺山に拠点を置いて会津に仏教を広めた「高寺」の子坊・淨泉坊が元であったとされる。室町時代に曹洞宗に改宗し、新たに開山としたという。

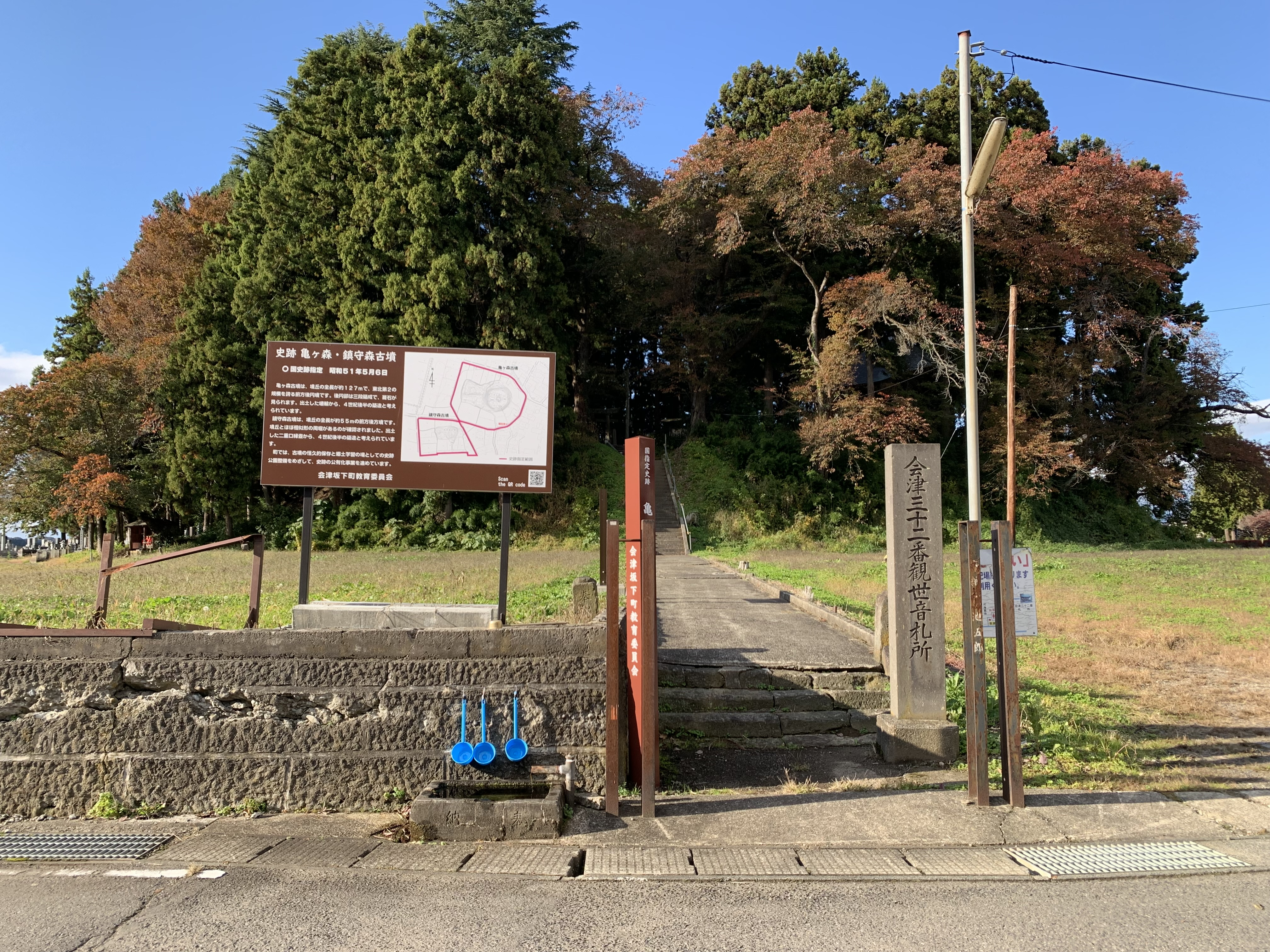
浄泉寺入り口（亀ヶ森古墳）

慶長16年（1611年）の会津地震で発生した洪水で青木村の正徳寺観音堂が倒壊流出。安置されていた聖観音は青津村の浄泉寺に移されたが後に寺の北にある亀ヶ森古墳の上に観音堂が建てられてここに安置され、寛永20年（1643年）に会津藩主・保科正之が会津三十三観音を定めた際に32番札所・青木観音（あおきかんのん）となった。現在では青津観音（あおつかんのん）と呼ばれている。

## 文化財
寺では青津観音堂のほかに町内にある上宇内薬師堂も管理しており、薬師堂に安置された仏像などが文化財指定を受けている。
- 木造薬師如来坐像

上宇内薬師堂の本尊で、平安時代中期（10隻後半）に作られたものと考えられている。1920年（大正9年）8月16日に国の重要文化財に指定された。
- 木造日光菩薩立像
木造月光菩薩立像
木造宝光虚空蔵菩薩立像
木造聖観音菩薩立像

上宇内薬師堂に安置される複数の菩薩像。日光菩薩・月光菩薩と虚空蔵菩薩は室町時代の作、聖観音は平安時代の作とされる。1983年（昭和58年）3月25日に福島県の重要文化財に指定された。
- 木造十二神将立像

上宇内薬師堂に安置される十二神将の像で波夷羅大将・阿仁羅大将・安底羅大将・伐折羅大将・珊底羅大将の5体のみが現存している。1974年（昭和49年）9月20日に町の文化財に指定された。
- 木造阿弥陀如来立像

浄泉寺の本尊。割矧造で内部の空間にはかつて納入品が納められていたと考えられている。13世紀後半頃の作とされ、1993年（平成5年）5月20日に町の重要文化財に指定された。